# Enrico Sanclemente

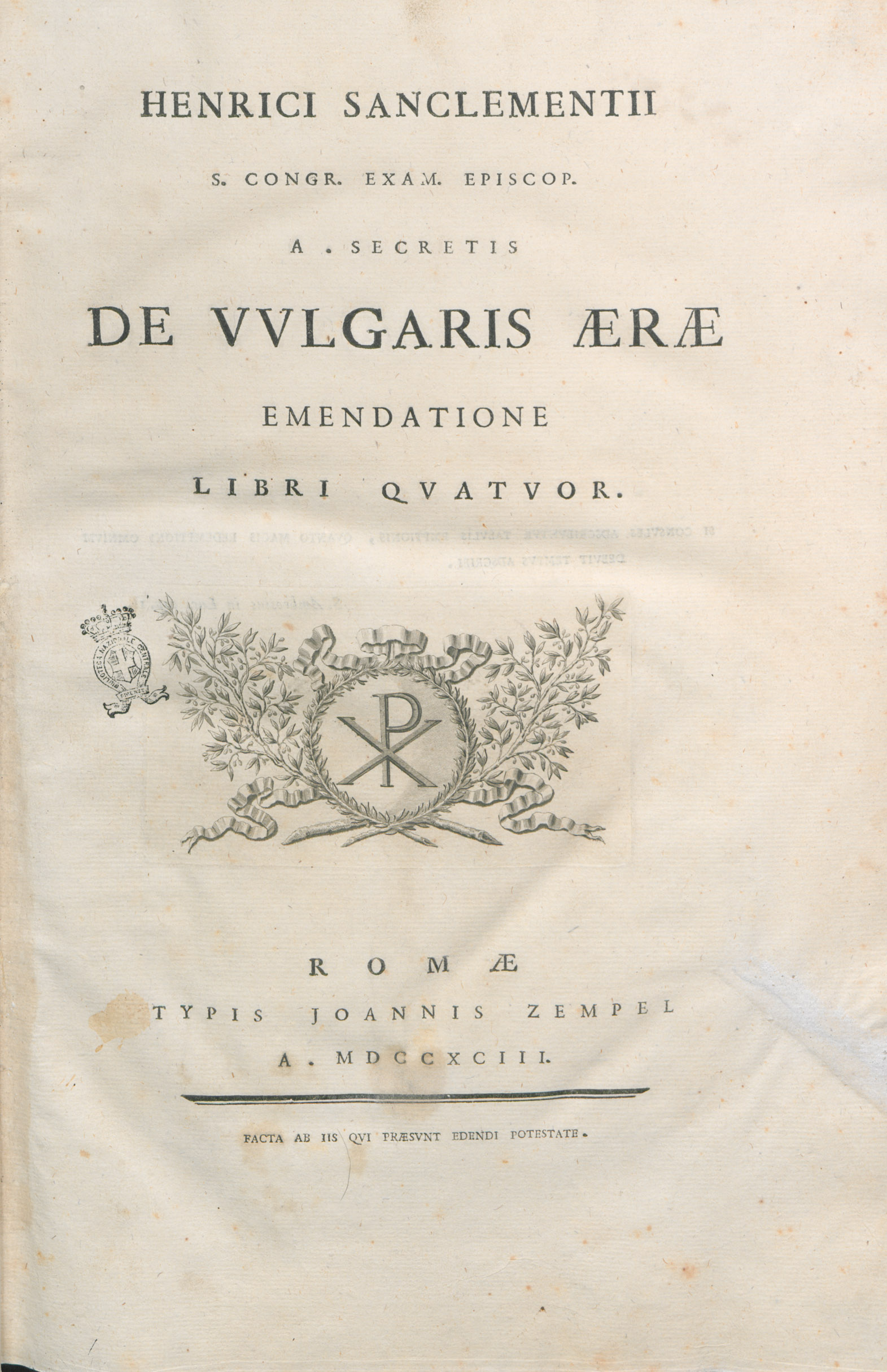
De vulgaris aerae emendatione, 1793

Enrico Sanclemente (Cremona, 1732 – Cremona, 9 maggio 1815) è stato un abate, numismatico e collezionista italiano.

## Biografia
Entrò giovanissimo nei Camaldolesi, e divenne Generale dell'Ordine. Trascorse gran parte della sua vita a Roma, e prestò servizio sotto i papi Pio VI e Pio VII, dai quali ottenne la carica di Consultore del Santo Ufficio e della Congregazione dei Sacri Riti, oltre che quella di Segretario della Congregazione per l'esame dei vescovi.
Nel 1794 Sanclemente si occupò dell'acquisto da parte del governo pontificio del medagliere del duca di Bracciano, nel quale era confluita, attraverso la collezione Odescalchi, la celebre raccolta di monete della regina Cristina di Svezia. 
Durante il periodo della Repubblica romana fu costretto a ritirarsi nel monastero di Classe.
Uomo assai erudito, non rivolse i suoi studi solo alla numismatica: fu autore di un compendio dei Fasti dei Camaldolesi e di Quinquennalia pro salute Pii VI M.P. Principis optimi. 
Nel 1793 pubblicò a Roma l'opera Henrici Sanclementii De vulgaris aerae emendatione libri quattuor, nella quale si proponeva di dimostrare che Cristo nacque nell'anno 747 dalla fondazione di Roma. A Roma, nel 1805, diede alle stampe la dissertazione De Nummo M. Tulli Ciceronis a Magnetibus Lydiae cum eius imagine signato, dissertatio qua ipsius incorrupta vetustas asseritur et vindicatur. Si segnalano anche delle dissertazioni numismatiche, come la Dissertatio De Nummo anecdoto Agrippinae Senioris conjugis Germanici Caesaris cum imaginibus filiorum eius Neronis et Drusi Caesarum in colonia Corintho signato (1813).
Raccolse un'importante collezione numismatica, che comprendeva monete e medaglioni sia greci che latini che dal vicino oriente antico. Di questa raccolta l'abate pubblicò a Roma nel 1808-1809 un catalogo in quattro tomi (Musei sanclementiani numismata selecta regum populorum et urbium praecipue imperatorum romanorum graeca aegyptiaca et coloniarum illustrata).
Sanclemente vendette gran parte della sua raccolta, pochi anni prima della morte, al milanese Gaetano Cattaneo, direttore del nuovo Gabinetto Numismatico di Brera.

## Opere
- (LA) De vulgaris aerae emendatione, Roma, Giovanni Zempel, 1793.